# Krzysztof Varga
Krzysztof Varga (* 21. března 1968, Varšava) je polský prozaik, esejista a fejetonista.

## Život
Vystudoval polonistiku na varšavské univerzitě a debutoval povídkovou sbírkou Pijany anioł na skrzyżowaniu ulic (Opilý anděl na křižovatce). Je spoluautorem slovníku Parnas Bis Słownik literatury polskiej urodzonej po 1960 roku (1995), který představuje vůbec první pokus o systematické uchopení polské literární scény po roce 1989. Na slovníku pracoval s Pawłem Dunin-Wąsowiczem. Jeho historická esej Guláš z Turula je věnována maďarské problematice.
Třikrát se objevil na seznamu autorů nominovaných na prestižní polskou literární cenu Nike, přičemž poslední nominaci získal v roce 2013 za svůj román Piliny (Trociny). V roce 2015 byl hostem 16. ročníku Měsíce autorského čtení.
Jeho knihy byly přeloženy mj. do italštiny, maďarštiny, bulharštiny, slovenštiny, chorvatštiny, srbštiny či ukrajinštiny. Žije ve Varšavě.

## Literární tvorba
- Opilý anděl na křižovatce. Varšava: Starý dům kultury, 1992
- Chlapci nepláčou (1996)
- Bildungsroman (1997)
- Úmrtnost (1998)
- 45 námětů na román (1998) (cena polské Nadace kultury)
- Tequila (2001) (nominace na literární cenu Nike 2002),
- Carolina (2002)
- Nagrobek z lastryko (2007) (nominace na literární cenu Nike)
- Guláš z Turula (2008) (cena čtenářů Nike 2009)
- Piliny (2012) (nominace na literární cenu Nike)
- Polský šampion (2013)
- Czardasz of Mangalica (2014)